# Пайлот-Маунд (Айова)
Пайлот-Маунд (англ. Pilot Mound) — місто (англ. city) в США, в окрузі Бун штату Айова. Населення — 163 особи (2020).

## Географія
Пайлот-Маунд розташований за координатами 42°9′33″ пн. ш. 94°1′6″ зх. д. / 42.15917° пн. ш. 94.01833° зх. д. (42.159262, -94.018330). За даними Бюро перепису населення США у 2010 році місто мало площу 2,54 км², уся площа — суходіл.

## Демографія
Згідно з переписом 2010 року, у місті мешкали 173 особи в 83 домогосподарствах у складі 47 родин. Густота населення становила 68 осіб/км². Було 99 помешкань (39/км²).
Расовий склад населення:
| - 96,0 % — білих - 2,3 % — чорних або афроамериканців - 0,6 % — корінних американців |

До двох чи більше рас належало 1,2 %. Частка іспаномовних становила 0,0 % від усіх жителів.
За віковим діапазоном населення розподілялося таким чином: 15,0 % — особи молодші 18 років, 60,1 % — особи у віці 18—64 років, 24,9 % — особи у віці 65 років та старші. Медіана віку мешканця становила 51,9 року. На 100 осіб жіночої статі у місті припадало 111,0 чоловіків; на 100 жінок у віці від 18 років та старших — 116,2 чоловіка також старших 18 років.
Середній дохід на одне домашнє господарство становив 38 755 доларів США (медіана — 32 188), а середній дохід на одну сім'ю — 51 024 долари (медіана — 58 750). Медіана доходів становила 37 500 доларів для чоловіків та 21 750 доларів для жінок. За межею бідності перебувало 22,4 % осіб, у тому числі 62,5 % дітей у віці до 18 років та 12,0 % осіб у віці 65 років та старших.
Цивільне працевлаштоване населення становило 90 осіб. Основні галузі зайнятості: освіта, охорона здоров'я та соціальна допомога — 24,4 %, роздрібна торгівля — 21,1 %, виробництво — 15,6 %, науковці, спеціалісти, менеджери — 13,3 %.